# Piriadacus
Piriadacus é um género botânico pertencente à família Bignoniaceae.

## Espécies
- Piriadacus erubescens
- Piriadacus hibiscifolius